# 대한민국의 천연기념물 (제401호 ~ 제500호)
다음은 대한민국 천연기념물의 일람이다. 취소선이 쳐져 있는 것은 천연기념물에서 해제된 것이다.
천연기념물은 동물·식물·지질·광물과 천연보호지역으로 구분된다. 천연기념물로 지정할 수 있는 자연물은 한국 특유의 이름있는 서식지 및 생장지·석회암지대·사구·동굴·건조지·습지·하천·온천·호수·도서, 학술적인 가치가 큰 나무, 원시림, 고산식물지대, 중요한 화석 표본 등이다. 천연보호지역은 보호해야 할 천연기념물이 풍부한 일정 규역을 설정한다. 전라남도 홍도, 강원도 설악산, 제주도 한라산, 그 밖에 대암산·대우산·향로봉 등이 천연보호구역이다
1933년 천연기념물 제도가 시행된 후 총 155가지가 지정되었고, 이를 1962년 재정비하는 과정에서 많은 수가 해제되었다. 2008년 천연기념물 명칭 기준이 바뀌어서 각 천연기념물의 공식 명칭이 크게 변했다.

## 지정 목록

### 제401호 ~ 제500호
| 번호    | 사진 | 명칭 | 소재지                                                             | 관리자 (단체)          | 지정일                                           | 참조 |
| 401호   |      | 청송 홍원리 개오동나무 (靑松 紅源里 개오동나무) (Chinese Catawba of Hongwon-ri, Cheongsong)                                                                       | 경북 청송군 부남면 홍원리 547번지                                  | 경북 청송군            | 1998년 12월 23일 지정                            |      |
| 402호   |      | 청도 적천사 은행나무 (靑道 磧川寺 은행나무) (Ginkgo Tree of Jeokcheonsa Temple, Cheongdo)                                                                         | 경북 청도군 청도읍 월곡안길 28-293 (원리)                          | 경북 청도군            | 1998년 12월 23일 지정                            |      |
| 403호   |      | 성주 경산리 성밖숲 (星州 京山里 城밖숲) (Seongbaksup Forest in Gyeongsan-ri, Seongju)                                                                             | 경북 성주군 성주읍 경산리 446-1번지 등                             | 경북 성주군            | 1999년 4월 6일 지정                              |      |
| 404호   |      | 영천 자천리 오리장림 (永川 慈川里 五里長林) (Orijangnim Forest in Jacheon-ri, Yeongcheon)                                                                         | 경북 영천시 화북면 자천리 1421-1번지                               | 경북 영천시            | 1999년 4월 6일 지정                              |      |
| 405호   |      | 의성 사촌리 가로숲 (義城 沙村里 街路숲) (Garosup Forest in Sachon-ri, Uiseong)                                                                                    | 경북 의성군 점곡면 사촌리 356번지등                                | 경북 의성군            | 1999년 4월 6일 지정                              |      |
| 406호   |      | 함양 운곡리 은행나무 (咸陽 雲谷里 은행나무) (Ginkgo Tree of Ungok-ri, Hamyang)                                                                                    | 경남 함양군 서하면 운곡리 779번지                                  | 경남 함양군            | 1999년 4월 6일 지정                              |      |
| 407호   |      | 함양 학사루 느티나무 (咸陽 學士樓 느티나무) (Saw-leaf Zelkova of Haksaru Pavilion, Hamyang)                                                                       | 경남 함양군 함양읍 고운로 43 (운림리)                              | 경남 함양군            | 1999년 4월 6일 지정                              |      |
| 408호   |      | 울진 쌍전리 산돌배나무 (蔚珍 雙田里 산돌배나무) (Sand Pear of Ssangjeon-ri, Uljin)                                                                                | 경북 울진군 금강송면 쌍전리 산 146-1번지                           | 경북 울진군            | 1999년 4월 6일 지정                              |      |
| 409호   |      | 울진 행곡리 처진소나무 (蔚珍 杏谷里 처진소나무) (Weeping Pine Tree of Haenggok-ri, Uljin)                                                                         | 경북 울진군 근남면 행곡리 672번지                                  | 경북 울진군            | 1999년 4월 6일 지정                              |      |
| 410호   |      | 거창 당산리 당송 (居昌 棠山里 棠松) (Dangsong Pine Tree in Dangsan-ri, Geochang)                                                                                  | 경남 거창군 위천면 당산리 331번지                                  | 경남 거창군            | 1999년 4월 6일 지정                              |      |
| 411호   |      | 고성 덕명리 공룡과 새발자국 화석산지 (固城 德明里 恐龍과 새발자국 化石 産地) (Tracksite of Dinosaurs and Birds in Deongmyeong-ri, Goseong)                        | 경남 고성군 하이면 덕명5길 65 (덕명리)                             | 경남 고성군            | 1999년 9월 14일 지정                             |      |
| 412호   |      | 연천 은대리 물거미 서식지 (漣川 隱垈里 물거미 棲息地) (Habitat of Water Spiders in Eundae-ri, Yeoncheon)                                                          | 경기 연천군 전곡읍 은대리 693-18번지 등 82필                       | 경기 연천군            | 1999년 9월 18일 지정                             |      |
| 413호   |      | 영월 문곡리 건열구조 및 스트로마톨라이트 (寧越 文谷里 乾裂構造 및 스트로마톨라이트) (Mudcracks and Stromatolites in Mungok-ri, Yeongwol)                          | 강원 영월군 북면 문곡리 산3번지 외                                 | 강원 영월군            | 2000년 3월 16일 지정                             |      |
| 414호   |      | 화성 고정리 공룡알화석 산지 (華城 古井里 恐龍알化石 産地) (Fossil Site of Dinosaur Eggs in Gojeong-ri, Hwaseong)                                                  | 경기 화성 송산면 고정리 산5 외                                     | 경기 화성시            | 2000년 3월 21일 지정                             |      |
| 415호   |      | 포항 달전리 주상절리 (浦項 達田里 柱狀節理) (Columnar Joint in Daljeon-ri, Pohang)                                                                                | 경북 포항시 남구 연일읍 달전리 산19-3번지 외                       | 경북 포항시            | 2000년 4월 24일 지정                             |      |
| 416호   |      | 태백 장성 전기고생대 화석 산지 (太白 長省 前期古生代 化石 産地) (Early Paleozoic Fossil Site in Jangseong, Taebaek)                                               | 강원 태백시 장성동 산42-2번지 외                                   | 강원 태백시            | 2000년 4월 24일 지정                             |      |
| 417호   |      | 태백 구문소 전기고생대 지층 및 하식지형 (太白 求門沼 前期古生代 地層 및 河蝕地形) (Early Paleozoic Deposits and Topography of Stream Erosion of Gumunso, Taebaek) | 강원 태백시 동점동 산10-1번지 외                                   | 강원 태백시            | 2000년 4월 24일 지정                             |      |
| 418호   |      | 보성 비봉리 공룡알화석 산지 (Fossil Site of Dinosaur Eggs in Bibong-ri, Boseong)                                                                                  | 전남 보성군 득량면 비봉리 545-1번지 외                             | 전남 보성군            | 2000년 4월 24일 지정                             |      |
| 419호   |      | 강화 갯벌 및 저어새 번식지 (Tidal Flat and Breeding Ground of Black-faced Spoonbills, Gwanghwa)                                                                   | 인천 강화                                                          | 인천 강화군            | 2000년 7월 6일 지정                              |      |
| 420호   |      | 성산일출봉 천연보호구역 (城山日出峰 天然保護區域) (Seongsan Ilchulbong Tuff Cone Natural Reserve)                                                                 | 제주 서귀포시 성산읍 성산리 일출로 284-12                          | 제주특별자치도         | 2000년 7월 18일 지정                             |      |
| 421호   |      | 문섬·범섬 천연보호구역 (文島·虎島天然保護區域) (Munseom and Beomseom Islands Natural Reserve)                                                                     | 제주 서귀포시 서귀동 산4번지 및 법환동 산1-3번지 등                | 제주특별자치도         | 2000년 7월 18일 지정                             |      |
| 422호   |      | 차귀도 천연보호구역 (遮歸島天然保護區域) (Chagwido Island Natural Reserve)                                                                                        | 제주 제주시 한경면 고산리 산34번지 등                              | 제주특별자치도         | 2000년 7월 18일 지정                             |      |
| 423호   |      | 마라도 천연보호구역 (馬羅島天然保護區域) (Marado Island Natural Reserve)                                                                                          | 제주 서귀포시 대정읍 가파리 580 등                                 | 제주특별자치도         | 2000년 7월 18일 지정                             |      |
| 424호   |      | 지리산 천년송 (Cheonnyeonsong Pine Tree in Jirisan Mountain) | 전북 남원시 산내면 부운리 산111                                    | 전북 남원시            | 2000년 10월 13일 지정                            |      |
| 제425호 |      | 문경 존도리의 소나무 | 경북 문경시 산양면 존도리 22                                       | 경북 문경시            | 2000년 10월 13일 지정, 2006년 8월 7일 해제, 고사 |      |
| 426호   |      | 문경 대하리 소나무 (聞慶 大下里 소나무) (Pine Tree of Daeha-ri, Mungyeong)                                                                                        | 경북 문경시 산북면 대하리 16                                       | 경북 문경시            | 2000년 10월 13일 지정                            |      |
| 427호   |      | 천안 양령리 향나무 (天安 兩令里 향나무) (Chinese Juniper of Yangnyeong-ri, Cheonan)                                                                               | 충남 천안시 서북구 성환읍 상령길 122-15 (양령리)                   | 충남 천안시            | 2000년 12월 8일 지정                             |      |
| 428호   |      | 완도 대문리 모감주나무군락 (莞島 大門里 모감주나무群落) (Population of Golden Rain Trees in Daemun-ri, Wando)                                                     | 전남 완도군 군외면 대문리 산128,129-1번지                          | 전남 완도군            | 2001년 5월 7일 지정                              |      |
| 429호   |      | 제주 월령리 선인장군락 (濟州 月令里 선인장群落) (Population of Cacti in Wollyeong-ri, Jeju)                                                                       | 제주 제주시 한림읍 월령리 359-3번지 등                             | 제주특별자치도         | 2001년 9월 11일 지정                             |      |
| 430호   |      | 해남 성내리 수성송 (海南 城內里 守城松) (Suseongsong Pine Tree in Seongnae-ri, Haenam)                                                                            | 전남 해남군 해남읍 군청길 4 (성내리)                               | 전남 해남군            | 2001년 9월 11일 지정                             |      |
| 431호   |      | 태안 신두리 해안사구 (泰安 薪斗里 海岸砂丘) (Coastal Dune in Sindu-ri, Taean)                                                                                     | 충남 태안군 원북면 신두리 산263-1 외                               | 충남 태안군            | 2001년 11월 30일 지정                            |      |
| 432호   |      | 제주 상효동 한란 자생지 (濟州 上孝洞 한란 自生地) (Natural Habitat of Smoothlip Cymbidiums in Sanghyo-dong, Jeju)                                                 | 제주 서귀포시 상효동 1616 외                                       | 제주특별자치도         | 2002년 2월 2일 지정                              |      |
| 433호   |      | 정선 두위봉 주목 (旌善 斗圍峰 주목) (Spreading Yew on Duwibong Peak, Jeongseon)                                                                                   | 강원 정선군 사북읍 하이원길 116-42 (사북리)                        | 강원 정선군            | 2002년 6월 29일 지정                             |      |
| 434호   |      | 여수 낭도리 공룡발자국화석 산지 및 퇴적층 (麗水 狼島里 恐龍발자국化石 産地 및 堆積層) (Dinosaur Tracksite and Sedimentary Rocks in Nangdo-ri, Yeosu)              | 전남 여수시 화정면 낭도리 산115-2 외                               | 전남 여수시            | 2003년 2월 4일 지정                              |      |
| 435호   |      | 달성 비슬산 암괴류 (達城 琵瑟山 岩塊流) (Block Stream in Biseulsan Mountain, Dalseong)                                                                            | 대구 달성군 유가면 용리 산1 외                                     | 대구 달성군            | 2003년 12월 13일 지정                            |      |
| 436호   |      | 한탄강 대교천 현무암 협곡 (漢灘江 大橋川 玄武岩 峽谷) (Basalt Gorge Along Daegyocheon Stream of Hantangang River)                                                 | 경기 포천시 관인면 냉정리 1101 등, 강원 철원군 동송읍              | 포천시,철원군          | 2004년 2월 23일 지정                             |      |
| 437호   |      | 강릉 정동진 해안단구 (江陵 正東津 海岸段丘) (Marine Terrace in Jeongdongjin, Gangneung)                                                                           | 강원 강릉시 강동면 정동진리 산50-60 외                             | 강원 강릉시            | 2004년 4월 9일 지정                              |      |
| 438호   |      | 제주 우도 홍조단괴 해빈 (濟州 牛島 紅藻團塊 海濱) (Rhodolith Beach on Udo Island, Jeju)                                                                           | 제주 제주시 우도면 연평리 2215-5 외                                | 제주특별자치도         | 2004년 4월 9일 지정                              |      |
| 439호   |      | 제주 비양도 호니토(hornito) (濟州 飛楊島 호니토(hornito)) (Hornitos on Biyangdo Island, Jeju)                                                                     | 제주 제주시 한림읍 협재리 산127 외                                 | 제주특별자치도         | 2004년 4월 9일 지정                              |      |
| 440호   |      | 정선 백복령 카르스트지대 (旌善 白茯嶺 카르스트(Karst)地帶) (Karst of Baekbongnyeong Pass, Jeongseon)                                                              | 강원 정선군 임계면 직원리 산1-1 외                                 | 강원 정선군            | 2004년 4월 9일 지정                              |      |
| 441호   |      | 제주 수산리 곰솔 (濟州 水山里 곰솔) (Black Pine of Susan-ri, Jeju)                                                                                                | 제주 제주시 애월읍 수산리 2274                                     | 제주특별자치도         | 2004년 5월 14일 지정                             |      |
| 442호   |      | 제주연안 연산호 군락 (濟州沿岸 軟珊瑚 群落) (Population of Soft Corals Along the Coast of Jeju)                                                                   | 제주 서귀포시 대포동 대포코지 2499-1 외                            | 제주특별자치도         | 2004년 12월 13일 지정                            |      |
| 443호   |      | 제주 중문·대포 해안 주상절리대 (Columnar Joint Along Jungmun and Daepo Coasts, Jeju)                                                                              | 제주 서귀포시 중문동 2663-1 외                                     | 제주특별자치도         | 2005년 1월 6일 지정                              |      |
| 444호   |      | 제주 선흘리 거문오름 (Geomunoreum Volcanic Cone in Seonheul-ri, Jeju)                                                                                             | 제주 제주시 조천읍 선흘리 산102-1 등                               | 제주특별자치도         | 2005년 1월 6일 지정                              |      |
| 445호   |      | 하동송림 (Pine Forest of Hadong) | 경남 하동군 하동읍 광평리 443-10                                   | 경남 하동군            | 2005년 2월 18일 지정                             |      |
| 446호   |      | 뜸부기 (Watercock (Gallicrex cinerea)) | 기타 전국 일원                                                     |                        | 2005년 3월 17일 지정                             |      |
| 447호   |      | 두견 (杜鵑) (Lesser Cuckoo (Cuculus poliocephalus)) | 기타 전국 일원                                                     |                        | 2005년 3월 17일 지정                             |      |
| 448호   |      | 호사비오리 (Scaly-side Merganser (Mergus squamatus)) | 기타 전국 일원                                                     |                        | 2005년 3월 17일 지정                             |      |
| 449호   |      | 호사도요 (Greater Painted Snipe (Rostratula benghalensis)) | 기타 전국 일원                                                     |                        | 2005년 3월 17일 지정                             |      |
| 450호   |      | 뿔쇠오리 (Crested Murrelet (Synthliboramphus wumizusume)) | 기타 전국 일원                                                     |                        | 2005년 3월 17일 지정                             |      |
| 451호   |      | 검은목두루미 (Common Crane (Grus gyus)) | 기타 전국 일원                                                     |                        | 2005년 3월 17일 지정                             |      |
| 452호   |      | 붉은박쥐(오렌지윗수염박쥐) (Korean Orange Whiskered Bat (Myotis formosus tsuensis))                                                                               | 기타 전국 일원                                                     |                        | 2005년 3월 17일 지정                             |      |
| 453호   |      | 남생이 (Reeves' Turtle (Chinemys reevesii)) | 기타 전국 일원                                                     |                        | 2005년 3월 17일 지정                             |      |
| 454호   |      | 미호종개 (Miho Spine Loach (Cobitis choii)) | 기타 전국 일원                                                     |                        | 2005년 3월 17일 지정                             |      |
| 455호   |      | 꼬치동자개 (Korean Stumpy Bullhead (Pseudobagrus brevicorpus)) | 기타 전국 일원                                                     |                        | 2005년 3월 17일 지정                             |      |
| 456호   |      | 해송 (海松) (White Coral (Antipathes japonica)) | 기타 전국 일원                                                     |                        | 2005년 3월 17일 지정                             |      |
| 457호   |      | 긴가지해송 (Black Coral (Antipathes lata)) | 기타 전국 일원                                                     |                        | 2005년 3월 17일 지정                             |      |
| 458호   |      | 산굴뚝나비 (Sangulttuk Nabi (Hippoarchia autonoe)) | 기타 전국 일원                                                     |                        | 2005년 3월 17일 지정                             |      |
| 459호   |      | 여주 효종대왕릉(영릉) 회양목 (驪州 孝宗大王陵(寧陵) 淮陽木) (Korean Box Tree of Yeongneung Royal Tomb, Yeoju)                                                     | 경기 여주시 능서면 왕대리 907 (효종 영릉(寧陵) 재실)               | 세종대왕유적관리소     | 2005년 4월 30일 지정                             |      |
| 460호   |      | 포천 직두리 부부송 (抱川 稷頭里 夫婦松) (Bubusong Pine Trees in Jikdu-ri, Pocheon)                                                                                | 경기 포천시 군내면 청군로2985번길 180 (직두리)                     | 경기 포천시            | 2005년 6월 13일 지정                             |      |
| 461호   |      | 강릉 산계리 굴참나무 군 (江陵 山溪里 굴참나무 群) (Population of Cork Oaks in Sangye-ri, Gangneung)                                                               | 강원 강릉시 옥계면 산계리 산425                                    | 강원 강릉시            | 2005년 7월 19일 지정                             |      |
| 462호   |      | 가지산 철쭉나무 군락 (加智山 철쭉나무 群落) (Population of Royal Azaleas in Gajisan Mountain)                                                                     | 울산 울주군 상북면 덕현리 산232-2                                  | 울주군,밀양시,청도군   | 2005년 8월 19일 지정                             |      |
| 463호   |      | 고창 문수사 단풍나무 숲 (高敞 文殊寺 단풍나무 숲) (Forest of Maple Trees at Munsusa Temple, Gochang)                                                              | 전북 고창군 고수면 은사리 산 190-1 외                              | 전북 고창군            | 2005년 9월 9일 지정                              |      |
| 464호   |      | 제주 사람발자국과 동물발자국 화석 산지 (濟州사람발자국과 동물발자국化石 産地) (Tracksite of Humans and Animals, Jeju)                                             | 제주 서귀포시 대정읍 상모리 626-2 외                               | 제주특별자치도         | 2005년 9월 8일 지정                              |      |
| 465호   |      | 무등산 주상절리대 (無等山 柱狀節理臺) (Columnar Joint in Mudeungsan Mountain)                                                                                     | 광주 동구 용연동 산354-1 일원, 전남 화순군 이서면 영평리 산96 일원 | 광주 동구, 전남 화순군 | 2005년 12월 16일 지정                            |      |
| 466호   |      | 제주 용천동굴 (濟州 龍泉洞窟) (Yongcheondonggul Lava Tube, Jeju)                                                                                                  | 제주 제주시 구좌읍 월정리 1837-2 외                                | 제주특별자치도         | 2006년 2월 7일 지정                              |      |
| 467호   |      | 제주 수산동굴 (濟州 水山洞窟) (Susandonggul Lava Tube, Jeju) | 제주 서귀포시 성산읍 수산리 3998번지 외                            | 제주특별자치도         | 2006년 2월 7일 지정                              |      |
| 468호   |      | 포항 북송리 북천수 (浦項 北松里 北川藪) (Bukcheonsu Grove in Buksong-ri, Pohang)                                                                                  | 경북 포항시 북구 흥해읍 북송길 63 (북송리)                         | 경북 포항시            | 2006년 3월 28일 지정                             |      |
| 469호   |      | 예천 금당실 송림 (醴泉 金塘室 松林) (Pine Forest of Geumdangsil, Yecheon)                                                                                         | 경북 예천군 용문면 상금곡리 542-1 외                               | 경북 예천군            | 2006년 3월 28일 지정                             |      |
| 470호   |      | 화성 전곡리 물푸레나무 (華城 前谷里 물푸레나무) (Ash Tree of Jeongok-ri, Hwaseong)                                                                                | 경기 화성시 서신면 전곡리 149-1                                    | 경기 화성시            | 2006년 4월 4일 지정                              |      |
| 471호   |      | 창덕궁 뽕나무 (昌德宮 뽕나무) (White Mulberry of Changdeokgung Palace)                                                                                            | 서울 종로구 율곡로 99, (창덕궁 내) (와룡동)                        | 창덕궁관리소           | 2006년 4월 6일 지정                              |      |
| 472호   |      | 창덕궁 회화나무 군 (昌德宮 회화나무 群) (Forest of Pagoda Trees at Changdeokgung Palace)                                                                          | 서울 종로구 율곡로 99, (창덕궁 내) (와룡동)                        | 창덕궁관리소           | 2006년 4월 6일 지정                              |      |
| 473호   |      | 안동 하회마을 만송정 숲 (安東 河回마을 萬松亭 숲) (Pinewoods of Mansongjeong Pavilion in Hahoe Village, Andong)                                                   | 경북 안동시 풍천면 뱃나들길 74, 등 (하회리)                        | 경북 안동시            | 2006년 11월 27일 지정                            |      |
| 474호   |      | 사천 아두섬 공룡화석 산지 (泗川 鵝頭섬 恐龍化石 産地) (Dinosaur Fossil Site on Aduseom Island, Sacheon)                                                           | 경남 사천시 신수동 산33-2번지                                      | 경남 사천시            | 2006년 12월 5일 지정                             |      |
| 475호   |      | 고성 계승사 백악기 퇴적구조 (固城 桂承寺 白堊紀 堆積構造) (Cretaceous Sedimentary Structure near Gyeseungsa Temple, Goseong)                                      | 경남 고성군 고성읍 성내로 130 (성내리)                             | 경남 고성군            | 2006년 12월 5일 지정                             |      |
| 476호   |      | 영양 주사골 시무나무와 비술나무 숲 (英陽 做士골 시무나무와 비술나무 숲) (Forest of David Hemiptelea and Dwarf Elms in Jusagol Valley, Yeongyang)                  | 경북 영양군 석보면 주남리 산82-1                                   | 경북 영양군            | 2007년 3월 21일 지정                             |      |
| 477호   |      | 하동 중평리 장구섬 화석 산지 (河東 仲坪里 장구섬 化石 産地) (Fossil Site on Jangguseom Island in Jungpyeong-ri, Hadong)                                           | 경남 하동군 금남면 중평리 산6번지 등                               | 경남 하동군            | 2007년 5월 7일 지정                              |      |
| 478호   |      | 장성 단전리 느티나무 (長城 丹田里 느티나무) (Saw-leaf Zelkova of Danjeon-ri, Jangseong)                                                                           | 전남 장성군 북하면 단전리 291                                      | 전남 장성군            | 2007년 8월 9일 지정                              |      |
| 479호   |      | 완도 정자리 황칠나무 (莞島 亭子里 황칠나무) (Korean Dendropanax of Jeongja-ri, Wando)                                                                             | 전남 완도군 보길면 보길로 645-20 (정자리)                          | 전남 완도군            | 2007년 8월 9일 지정                              |      |
| 480호   |      | 보성 전일리 팽나무 숲 (寶城 全日里 팽나무 숲) (Forest of Japanese Hackberries in Jeonil-ri, Boseong)                                                              | 전남 보성군 회천면 전일리 385                                      | 전남 보성군            | 2007년 8월 9일 지정                              |      |
| 481호   |      | 장흥 삼산리 후박나무 (長興 三山里 후박나무) (Machilus of Samsan-ri, Jangheung)                                                                                    | 전남 장흥군 관산읍 삼산리 324-8 외                                 | 전남 장흥군            | 2007년 8월 9일 지정                              |      |
| 482호   |      | 담양 봉안리 은행나무 (潭陽 鳳安里 은행나무) (Ginkgo Tree of Bongan-ri, Damyang)                                                                                   | 전남 담양군 무정면 봉안리(술지마을)1043-3                          | 전남 담양군            | 2007년 8월 9일 지정                              |      |
| 483호   |      | 화순 개천사 비자나무 숲 (和順 開天寺 비자나무 숲) (Forest of Japanese Torreyas at Gaecheonsa Temple, Hwasun)                                                      | 전남 화순군 춘양면 가동리 산151외                                  | 전남 화순군            | 2007년 8월 9일 지정                              |      |
| 484호   |      | 강릉 오죽헌 율곡매 (江陵 烏竹軒 栗谷梅) (Yulgongmae Plum of Ojukheon House, Gangneung)                                                                            | 강원 강릉시 율곡로3139번길 24 (죽헌동)                             | 강원 강릉시            | 2007년 10월 8일 지정                             |      |
| 485호   |      | 구례 화엄사 매화 (求禮 華嚴寺 梅花) (Plum of Hwaeomsa Temple, Gurye)                                                                                              | 전남 구례군 마산면 황전리 산20-1                                   | 전남 구례군            | 2007년 10월 8일 지정                             |      |
| 486호   |      | 장성 백양사 고불매 (長城 白羊寺 古佛梅) (Gobulmae Plum of Baegyangsa Temple, Jangseong)                                                                           | 전남 장성군 북하면 백양로 1239 (약수리)                            | 전남 장성군            | 2007년 10월 8일 지정                             |      |
| 487호   |      | 화순 서유리 공룡발자국화석 산지 (和順 西酉里 恐龍발자국化石 産地) (Dinosaur Tracksite in Seoyu-ri, Hwasun)                                                        | 전남 화순군 북면 서유리 산147-5번지 등                             | 전남 화순군            | 2007년 11월 9일 지정                             |      |
| 488호   |      | 순천 선암사 선암매 (順天仙岩寺 仙巖梅) (Seonammae Plum of Seonamsa Temple, Suncheon)                                                                              | 전남 순천시 승주읍 선암사길 450 (죽학리)                           | 전남 순천시            | 2007년 11월 26일 지정                            |      |
| 489호   |      | 광양 옥룡사 동백나무 숲 (光陽 玉龍寺 동백나무 숲) (Forest of Common Camellias at Ongnyongsa Temple, Gwangyang)                                                    | 전남 광양시 옥룡면 추산리 산35-1외                                 | 전남 광양시            | 2007년 12월 17일 지정                            |      |
| 490호   |      | 제주 선흘리 벵뒤굴 (濟州 善屹里 벵뒤窟) (Bengdwigul Lava Tube in Seonheul-ri, Jeju)                                                                               | 제주 제주시 조천읍 선흘리 365번지 외                               | 제주특별자치도         | 2008년 1월 15일 지정                             |      |
| 491호   |      | 하동 축지리 문암송 (河東 丑只里 文岩松) (Munamsong Pine Tree in Chukji-ri, Hadong)                                                                                | 경남 하동군 악양면 대축길 91 (축지리)                              | 경남 하동군            | 2008년 3월 12일 지정                             |      |
| 492호   |      | 의령 백곡리 감나무 (宜寧 白谷里 감나무) (Persimmon Tree of Baekgok-ri, Uiryeong)                                                                                  | 경남 의령군 정곡면 법정로2길 158-15 (백곡리)                       | 경남 의령군            | 2008년 3월 12일 지정                             |      |
| 493호   |      | 의령 세간리 현고수 (宜寧 世干里 懸鼓樹(느티나무)) (Hyeongosu Saw-leaf Zelkova in Segan-ri, Uiryeong)                                                              | 경남 의령군 유곡면 세간리 1000                                     | 경남 의령군            | 2008년 3월 12일 지정                             |      |
| 494호   |      | 고창 수동리 팽나무 (高敞 水東里 팽나무) (Japanese Hackberry of Sudong-ri, Gochang)                                                                                | 전북 고창군 부안면 수동리 446번지 외                               | 전북 고창군            | 2008년 4월 30일 지정                             |      |
| 495호   |      | 진안 천황사 전나무 (鎭安 天皇寺 전나무) (Needle Fir of Cheonhwangsa Temple, Jinan)                                                                                | 전북 진안군 정천면 갈용리 산169-4                                  | 전북 진안군            | 2008년 6월 16일 지정                             |      |
| 496호   |      | 비단벌레 (緋緞벌레) (Jewel Beetle (Chrysochroa fulgidissima)) | 기타 전국 일원                                                     |                        | 2008년 10월 8일 지정                             |      |
| 497호   |      | 정읍 두월리 청실배나무 (井邑 斗月里 청실배나무) (Chinese Pear of Duwol-ri, Jeongeup)                                                                              | 전북 정읍시 산내면 방성길 22-14 (두월리)                           | 전북 정읍시            | 2008년 12월 11일 지정                            |      |
| 498호   |      | 평창 운교리 밤나무 (平昌 雲橋里 밤나무) (Chestnut Tree of Ungyo-ri, Pyeongchang)                                                                                  | 강원 평창군 방림면 운교리 36-2                                     | 강원 평창군            | 2008년 12월 11일 지정                            |      |
| 499호   |      | 남해 가인리 화석산지 (南海 加仁里 화석산지) (Fossil Site in Gain-ri, Namhae)                                                                                      | 경남 남해군 창선면 가인리 산60-20, 산230-1 등                      | 경남 남해군            | 2008년 12월 29일 지정                            |      |
| 500호   |      | 목포 갓바위 (Gatbawi Sea Cliff and Tafoni, Mokpo) | 전남 목포시 용해동 86-24 인접해역                                  | 전남 목포시            | 2009년 4월 27일 지정                             |      |

## 같이 보기
- 대한민국의 문화재
- 대한민국의 국보
- 대한민국의 보물
- 대한민국의 사적
- 대한민국의 명승
- 대한민국의 국가무형문화재
- 대한민국의 중요민속문화재

## 참고자료
- 이 문서에는 다음커뮤니케이션(현 카카오)에서 GFDL 또는 CC-SA 라이선스로 배포한 글로벌 세계대백과사전의 내용을 기초로 작성된 글이 포함되어 있습니다.
- 문화재청 - 문화재 검색